# Нагорная улица (Владикавказ)
Нагорная улица — улица во Владикавказа, Северная Осетия, Россия. Находится в Иристонском муниципальном округе между улицами Бородинской и Фрунзе. Начинается от Бородинской улицы.
Улица сформировалась в середине XIX века. Отмечена на плане города Владикавказа «Карты Кавказского края», которая издавалась в 60-70-е годы XIX века, как улица 1-я Нагорная улица.
В 1891 году обозначена в списке улиц Владикавказа как Нагорная улица. Упоминается под этим же названием в Перечне улиц, площадей и переулков от 1925 годов.